# Trollstigen

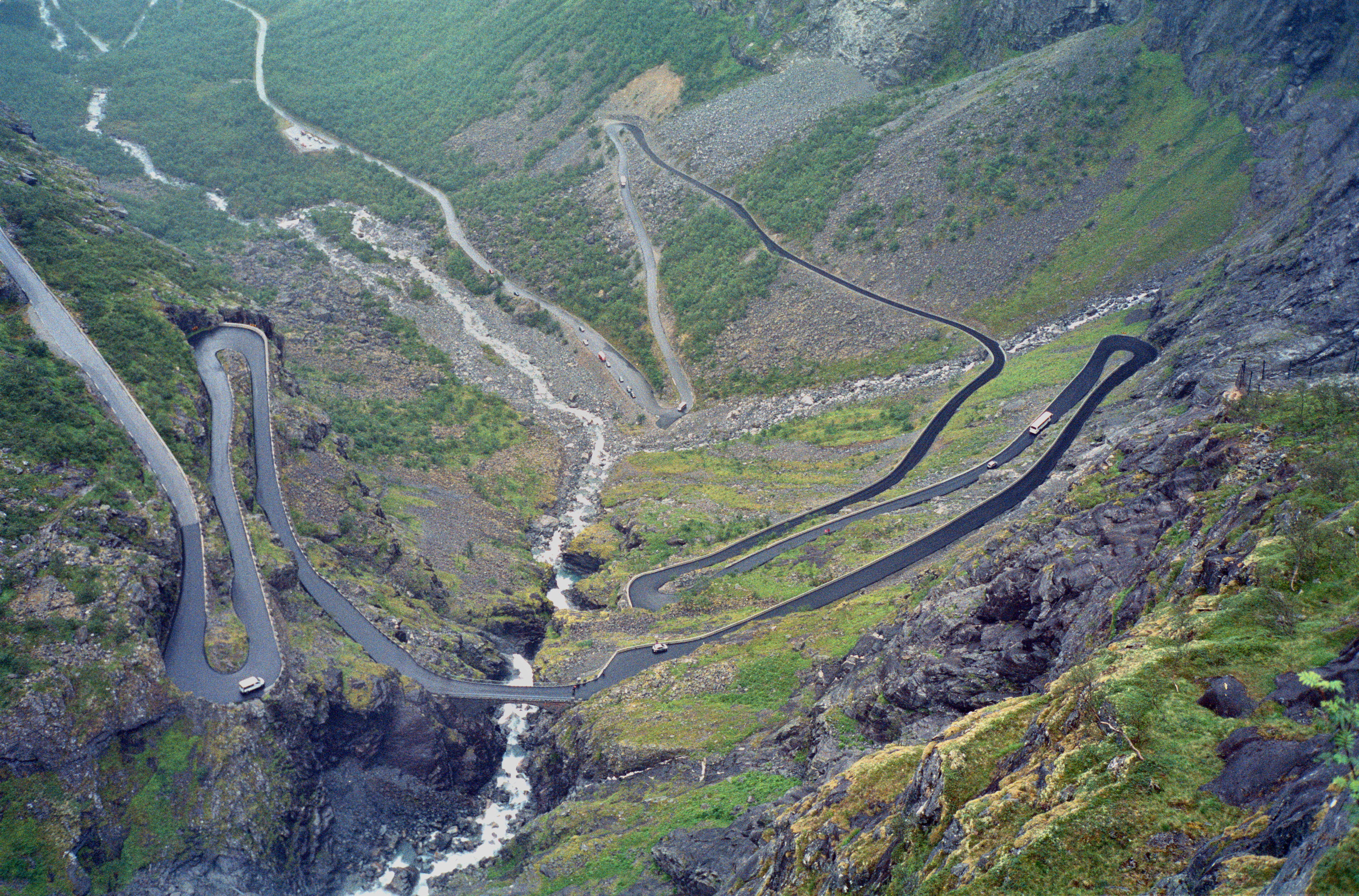
Trollstigen (srpen 2004)

Trollstigen (česky Trolí stezka také Cesta Trollů) je úsek cesty Fylkesvei 63 v norské obci Rauma, mezi Åndalsnes a Sylte. Úsek cesty tvoří 11 serpentin v závěru údolí Isterdalen. Cesta stoupá po svahu skalního masívu od hladiny moře až do výšky 800 metrů. Z parkoviště na vrcholu vede cesta na vyhlídkovou plošinu, ze které je vidět Trollstigen a vodopád Stigfossen.
Trollstigen je bývalá obchodní stezka, nyní součást Zlaté cesty severu. Cesta byla otevřena 31. července 1936 králem Haakonem VII. V červnu roku 2012 byla oficiálně otevřena jako národní turistická trasa. V tomtéž roce byla dokončena výstavba hlavních turistických zařízení včetně restaurace a několika dalších výhledových platforem. V zimních měsících je komunikace uzavřena.